# Rhacochilus vacca
Espèce
Statut de conservation UICN

 LC  : Préoccupation mineure
Rhacochilus vacca est une espèce de poissons téléostéens (Teleostei).